# Santa's Slay
Santa's Slay (estrenada en Hispanoamérica como El verdadero Santa) es una película canadiense de terror y humor negro del año 2005, protagonizada por el exluchador profesional Bill Goldberg como el malvado Santa Claus. Fue escrita y dirigida por David Steiman y producida por Brett Ratner.

## Argumento
En víspera de Navidad, una familia disfuncional se está preparando para la cena de Navidad cuando Papá Noel (Bill Goldberg) baja por la chimenea y los mata a todos.
Montado en su trineo conducido por un bisonte salido del infierno, Santa llega a un pequeño pueblo y diezma a los habitantes usando elementos alegóricos a la Navidad. En una de sus masacres, Santa asesina a los ocupantes de un club de estriptis local, frecuentado por el Pastor Timmons (Dave Thomas), un ministro que logra sobrevivir a la masacre. Más tarde, Santa asesina al dueño de la tienda de delicatessen, el Sr. Green (Saul Rubinek), usando su propia menorah.
Mientras tanto, el adolescente Nicolas Yuleson (Douglas Smith), quien vive con su abuelo (Robert Culp) —un inventor que tiene fama de loco ya que ha construido un búnker en su sótano para sobrevivir a la Navidad—, le pregunta al abuelo por qué odia tanto la Navidad. El abuelo le muestra "El Libro de Klaus", un antiguo texto que revela el verdadero origen de Santa Claus. Según esos escritos, Santa no es una figura folclórica ni una entidad benigna, sino la antítesis de Jesús; ya que fue el resultado de un nacimiento virginal fecundado por Satanás (así como Jesús fue el resultado de un nacimiento virginal producido por Dios), lo que significa que Santa tiene algo de un Anticristo. Y simplemente en el último milenio la fecha de ambos nacimientos comenzó a confundirse, pero originalmente la Navidad fue "El Día de Matar" para Santa, quien celebraba su nacimiento apareciendo en la tierra y masacrando humanos durante toda la noche, ya que durante ese lapso de tiempo cada año podía aparecer en este mundo conservando sus poderes hasta el amanecer. Esto acabó en el año 1005, cuando un ángel bajó del cielo y, disfrazándose como un mortal, apostó su vida para retarlo en una competencia de curling bajo la apuesta de que si perdía debería someterse y cumplir el deseo de su oponente. Como el ángel salió vencedor, impuso como castigo a Santa que durante mil años llevaría felicidad y alegría en esa fecha, convirtiendo así la fecha en la celebración actual y haciendo que la figura de Santa fuese malinterpretada durante todo ese tiempo. Pero ese año se cumple un milenio, por lo que desde esa noche, Santa es libre de matar de nuevo.
Al llegar a la tienda de delicatessen, Nicolas es llevado a la comisaría para ser interrogado sobre el asesinato de Green. Es rescatado por su novia Mary "Mac" Mackenzie (Emilie de Ravin), justo antes que Santa llegue, mate a todos los oficiales y los persiga en un coche de policía, aunque ellos son capaces de escapar, gracias a una escopeta dejada en el camión de Mac por su padre, un fanático de las armas (Jeff Hanna). Los muchachos deciden huir al búnker del Sr. Yuleson, con Santa aún tras ellos. Nicolas y Mac logran escapar, pero el abuelo es pisoteado por el "bisonte infernal" de Santa y asesinado.
Los dos adolescentes se esconden en la secundaria local, con la esperanza de que los poderes de Santa Claus terminen cuando finalice la Navidad; pero finalmente se ven obligados a hacerle frente en el gimnasio. Son casi asesinados por Santa en un Zamboni pero son salvados por el abuelo, a quien Santa reconoce como el ángel que originalmente lo derrotó y sentenció. El anciano decide distraer a Santa para que pierda tiempo hasta que llegue el amanecer, provocándolo para que acepte la revancha del juego de curling de hace un milenio. Aunque al principio parece tomárselo en serio, Santa enseguida hace trampa y arroja al anciano al infierno para después escapar, mientras los muchachos evitan que el abuelo caiga.
Con la noche de Navidad acabando y sus poderes debilitándose, Santa huye en su trineo; pero Nicolas ha advertido al padre de Mac y sus amigos (todos ellos fanáticos de las armas y la cacería) que esa noche podrán cazar la máxima presa, por lo que mientras Santa intenta escapar del pueblo volando en su trineo, su "bisonte infernal" es derribado por el padre de Mac con una bazuca y el trineo explota. 
Posteriormente, el pastor Timmons es encontrado muerto vistiendo un traje de Santa, por lo que todos asumen que es el asesino, mientras que, de hecho, el verdadero Santa Claus, despojado de su medio de transporte, está subiendo a un vuelo que va de Winnipeg al Polo Norte.
Después de los créditos, Santa aparece revisando su lista de niños malos y de pronto mira a la cámara y dice: "¿Quién es el siguiente?".

## Elenco
- Bill Goldberg como Santa Claus.
- Douglas Smith como Nicolas Yuleson.
- Emilie de Ravin como Mary 'Mac' Mackenzie.
- Robert Culp como El abuelo.
- Dave Thomas como Pastor Timmons.
- Saul Rubinek como Mr. Green
- Rebecca Gayheart como Gwen Mason.
- Chris Kattan como Jason Mason.
- Fran Drescher como Virginia Mason.
- Alicia Lorén como Beth Mason.
- Annie Sorell como Taylor Mason.